# Voorzitter van de Eerste Kamer
De voorzitter van de Eerste Kamer is de voorzitter van de Nederlandse Eerste Kamer der Staten-Generaal en van een Verenigde Vergadering van beide kamers der Staten-Generaal. Deze zit de vergadering van de Eerste Kamer voor en is tevens voorzitter van het College van Senioren en van de Huishoudelijke Commissie, die onder andere over de interne organisatie gaat.
De voorzitter adviseert de koning bij de kabinetsformatie. Ook vertegenwoordigt hij de Kamer naar buiten toe, zoals in contacten met buitenlandse parlementen.
De Kamervoorzitter wordt door de leden uit hun midden gekozen voor de gehele zittingsperiode van de Kamer. Meestal is een lid van de grootste fractie voorzitter. Hiervan wordt in de praktijk echter afgeweken als die partij al het voorzitterschap van de Tweede Kamer in handen heeft. Een Kamervoorzitter heeft twee, eveneens gekozen, vaste plaatsvervangers. Bij diens taken wordt de voorzitter bijgestaan door de griffier van de Eerste Kamer.
Sinds 2 juli 2019 is Jan Anthonie Bruijn (VVD) voorzitter van de Eerste Kamer.